# Jean-Paul Vonderburg
Jean-Paul Vonderburg (ur. 31 lipca 1964) – szwedzki piłkarz występujący na pozycji obrońcy.

## Kariera klubowa
Vonderburg karierę rozpoczynał w 1984 roku w zespole Hammarby. Występował w nim przez pięć sezonów, do sezonu 1988. Następnie, po degradacji Hammarby do trzeciej ligi, przeszedł do Malmö. W 1989 roku zdobył z nim Puchar Szwecji. W trakcie sezonu 1992 przeniósł się do duńskiego zespołu Aarhus. W jego barwach rozegrał pięć spotkań. W 1993 roku Vonderburg został graczem japońskiego Sanfrecce Hiroszima. W 1994 roku wywalczył z nim wicemistrzostwo Japonii. W 1995 roku wrócił do Hammarby. W tym samym roku spadł z nim z Allsvenskan do Superettan. W 1996 roku zakończył karierę.

## Kariera reprezentacyjna
W reprezentacji Szwecji Vonderburg zadebiutował 14 lutego 1990 w przegranym 1:2 towarzyskim meczu ze Zjednoczonymi Emiratami Arabskimi. W latach 1990–1991 w drużynie narodowej rozegrał 4 spotkania. Był pierwszym czarnoskórym reprezentantem Szwecji.